# Mesosa nigrostictica
Mesosa nigrostictica là một loài bọ cánh cứng trong họ Cerambycidae.